# Freedom Project
Freedom Project é um projeto promocional japonês, lançado pela Nissin para comemorar os 35 anos da corporação no ano de 2006. O ova possui 7 episódios e conta com a participação de Katsuhiro Otomo (do animeSteamboy e Akira), como designer dos personagens e dos veículos. A série foi dirigida por Shuhei Morita.
A canção-tema, This is Love,  é cantada por Hikaru Utada.

## Enredo
Freedom Project conta a história de um garoto, Takeru, que descobrirá um segredo que pode mudar a sociedade em que vive. A civilização na Terra foi destruída e grandes cidades foram construídas no lado escuro da Lua. Declarada como República de Éden, acredita-se ser o único local em que há vida humana. Takeru, assim como outros garotos de sua idade, participa de corridas nas quais utiliza um veículo particular aos habitantes da Lua. Certa vez, seu veículo pega fogo numa via pública e Takeru é sentenciado a 10 horas de trabalho voluntário fora da cúpula onde vive. Nesse momento, descobre fotos e artigos que parecem ter vindo da Terra em meio a fragmentos de um foguete. Sua curiosidade o leva a uma busca pela verdade.

## Personagens
- Takeru — idade: 15 altura: 1,70m Terceira geração de morador da Lua, tem grande apetite por Nissin lámen. Takeru é alegre e afetuoso, mas é tímido com as garotas. É fascinado pela ideia de visitar a Terra.
- Kazuma — idade: 15 altura: 1,75m Amigo de Takeru, Kazuma é mais quieto e introspectivo. Tem uma irmã mais nova chamada Chiyo.
- Bismarck — idade: 15 altura: 1,60m Apelidado de Biz, é melhor amigo de Takeru e Kazuma. É mais introvertido e é um expert em mecânica.
- Taira — idade: 15 altura: 1,71m Corredor experiente e rival de Takeru nas corridas. Líder do grupo Moon Shine.
- Junk — Dono de uma garagem em Éden, onde Takeru leva seu veículo para fazer reparos.
- Alan — Membro sênior de Freedom, mora nos níveis subterrâneos da cúpula de Éden. Ajuda Takeru a cumprir seu objetivo. Seu nome é uma referência ao astronauta Alan Shepard.
- Ao — Garota da Terra que aparece em uma das fotos encontrada por Takeru.